# Didymodon viridulus
Didymodon viridulus là một loài rêu trong họ Pottiaceae. Loài này được (Bruch) Kindb. mô tả khoa học đầu tiên năm 1897.